# Krøttøya
Krøttøya ist eine bewohnte Insel im Andfjord in Norwegen. Sie gehört zur Gemeinde Harstad in der Provinz Troms.

## Geographie und Infrastruktur
Krøttøya ist von den Inseln Senja im Osten, Bjarkøya und Grytøya im Süden, Andøya im Westen und Meløyvær im Norden umgeben.
Krøttøya ist bewohnt, insbesondere im Sommer, wenn die zahlreichen Ferienhäuser bewohnt sind, und es verkehren mehrmals täglich Katamarane zu den Inseln Bjarkøy und Senja und nach Harstad. Eine Brücke verbindet Krøttøya mit dem nördlich vorgelagerten Meløyvær.

## Flora und Fauna
Während der Wintersaison (Oktober bis März) erreichen große Heringsschwärme den Andfjord, gefolgt von Orcas, Buckelwalen und Finnwalen. Pottwale und Grindwale sind das ganze Jahr über anzutreffen.

## Geschichte
Die Insel war im Kalten Krieg von großer strategischer Bedeutung. Die Festung Meløyvær auf der Insel hätte einen möglichen Angriff der Sowjetischen Marine auf die Versorgungslinien und Verteidigungsstellungen der Norwegischen Armee in Nordnorwegen abwehren sollen. Voll besetzt, waren bis zu 450 Soldaten der norwegischen Streitkräfte auf der Insel stationiert. Erst 2012 hat die Armee die Insel verlassen, so dass Besucher von außerhalb heute keine Sicherheitsprüfung mehr benötigen. Einige der Bunker und militärischen Anlagen sind heute in Privatbesitz. Valhall, eine ehemalige Kasernenanlage, wurde im Jahr 2007 renoviert und fungiert heute als Hotel.

## Sehenswürdigkeiten
Die Hauptattraktionen sind Wikingergräber und das Nationalmuseum Festung Meløyvær. Die wichtigsten Aktivitäten sind Walbeobachtungen, Adler-Safaris, Angeln, Kajakfahren und Tauchen.

## Galerie

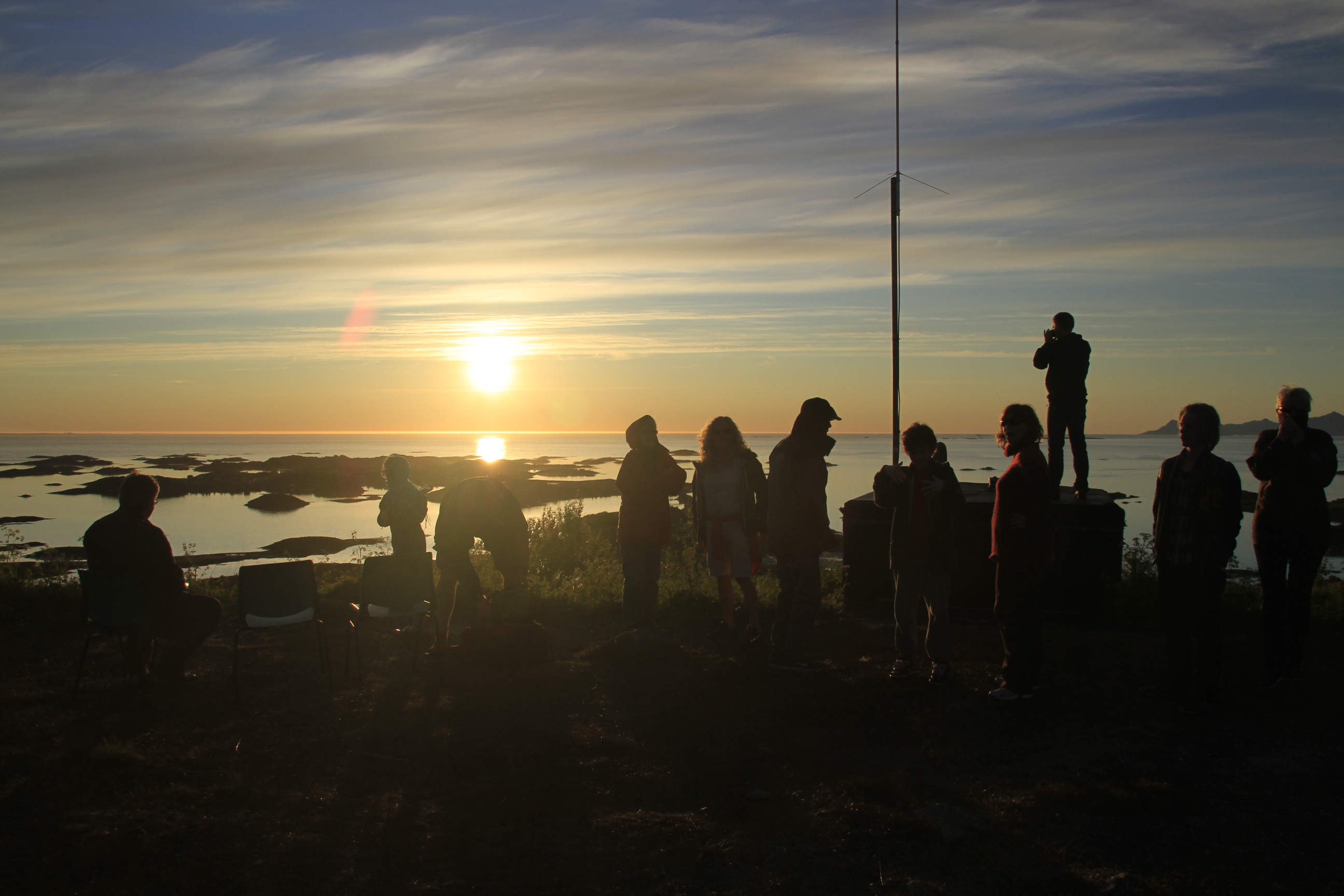
Mitternachtssonne vom Nordlystoppen
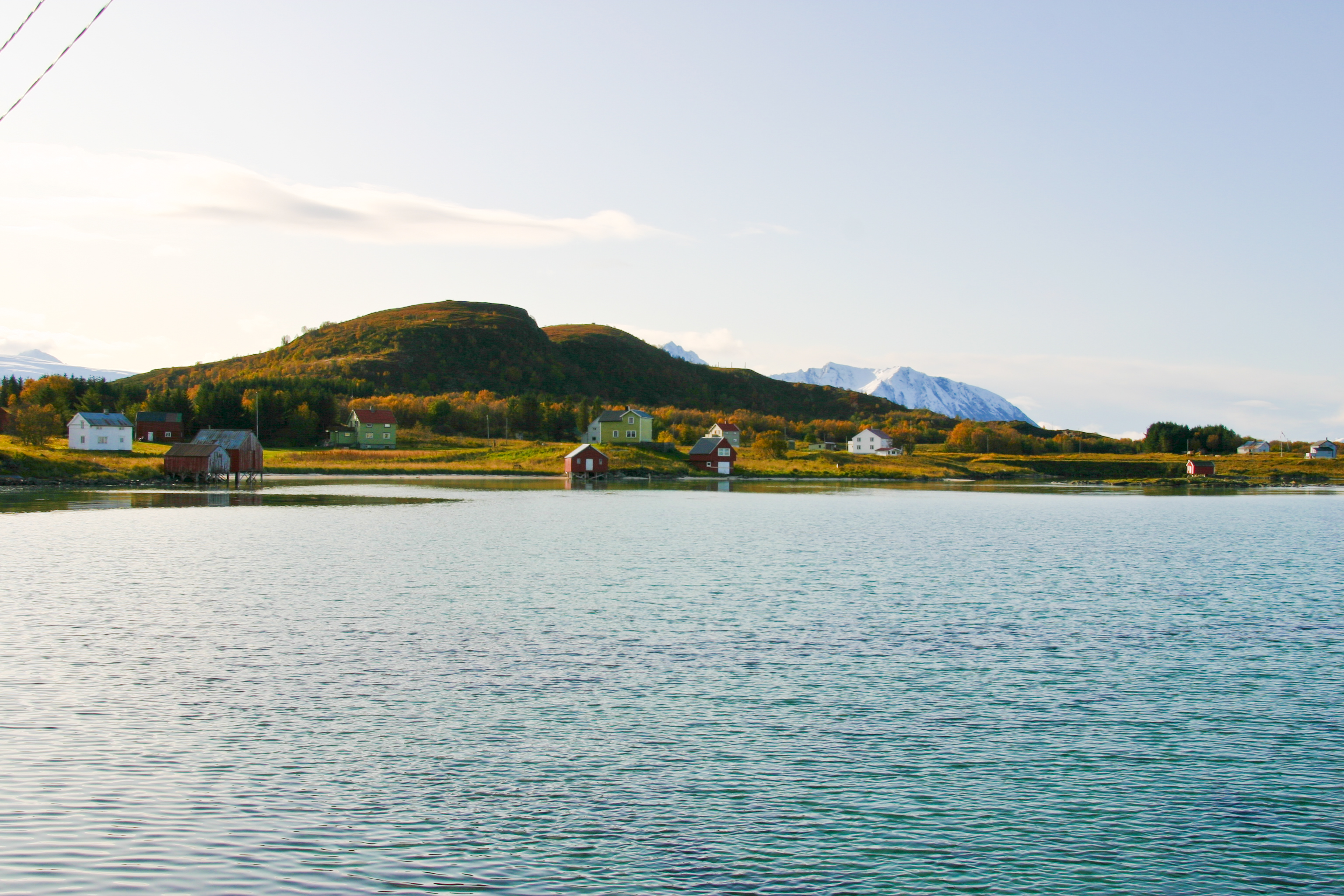
Nordlystoppen (Kollen) 99 m, im Sommer
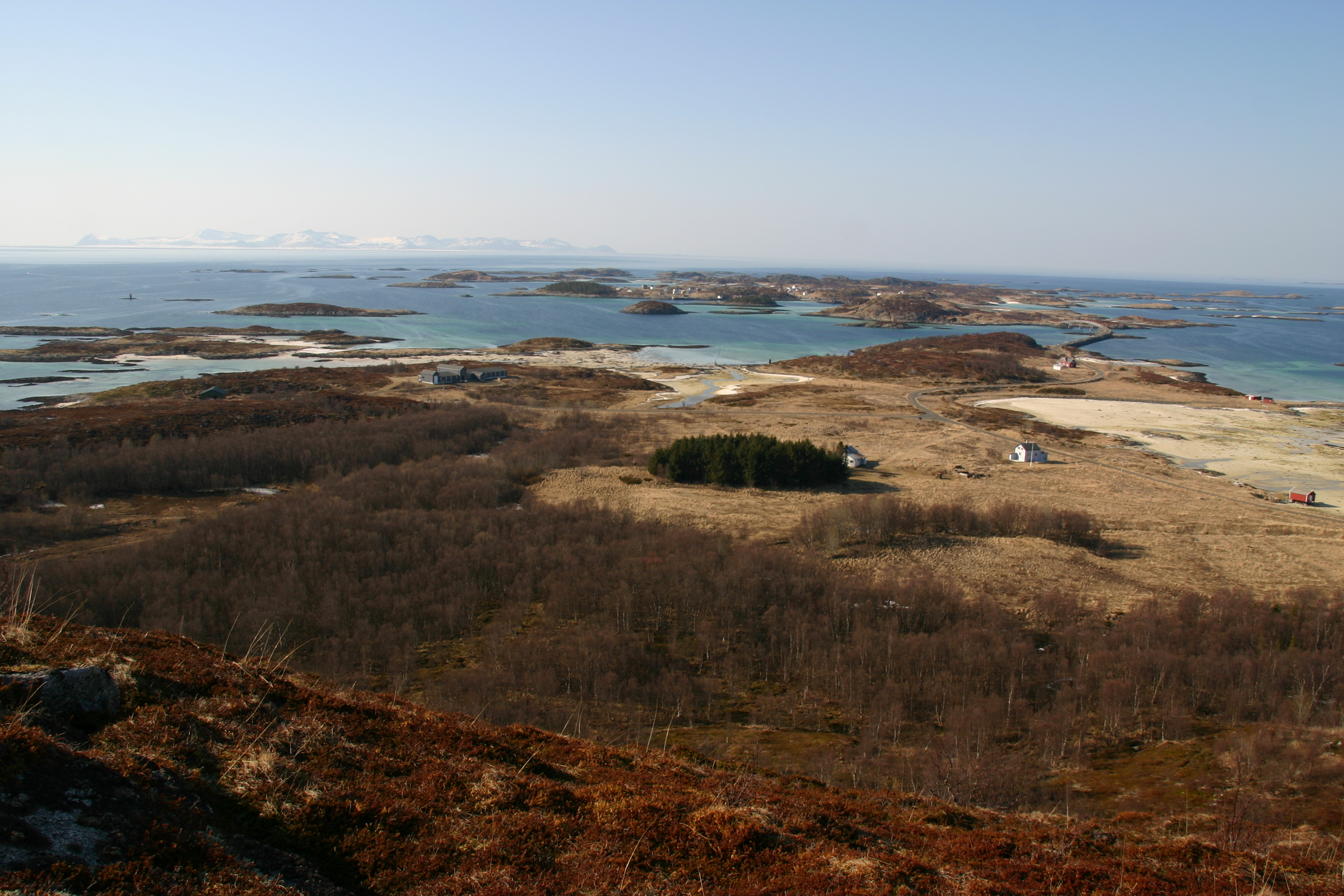
Meløyvær und Krøttøya vom Nordlystoppen
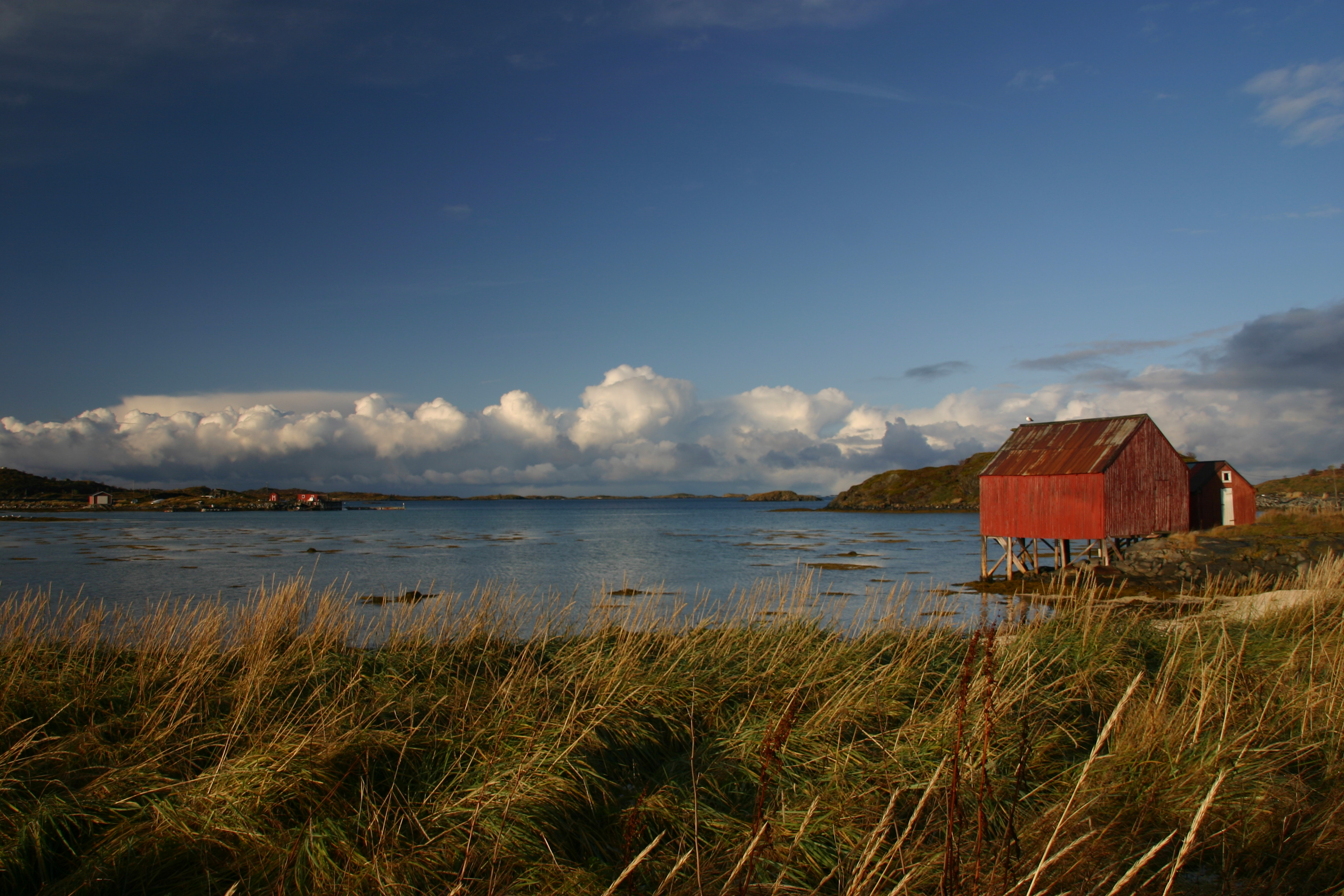
Blick gen Norden vom Nordlysvegen – Krøttøya
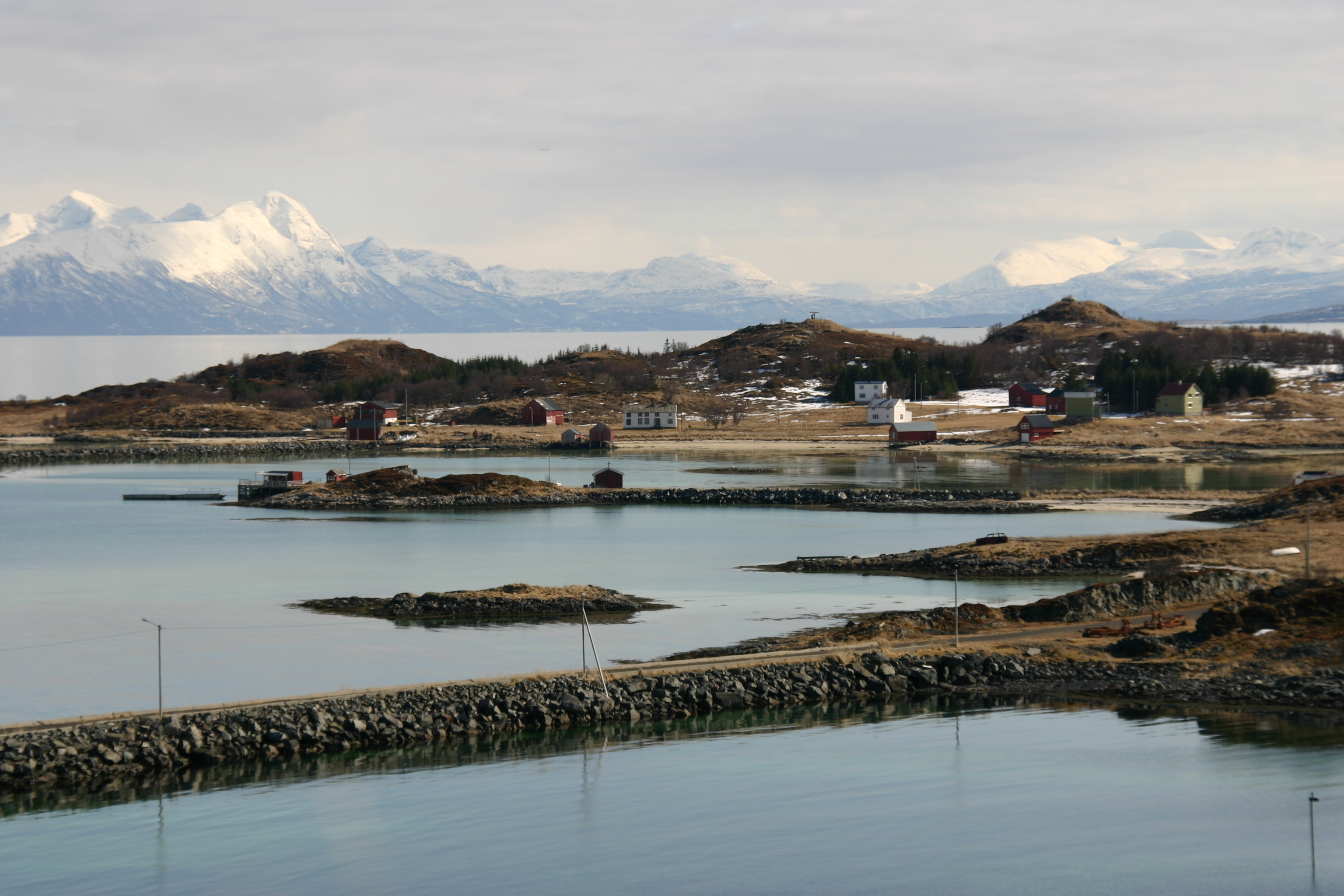
Blick von Meløyvær auf Krøttøya; Andørja im Hintergrund
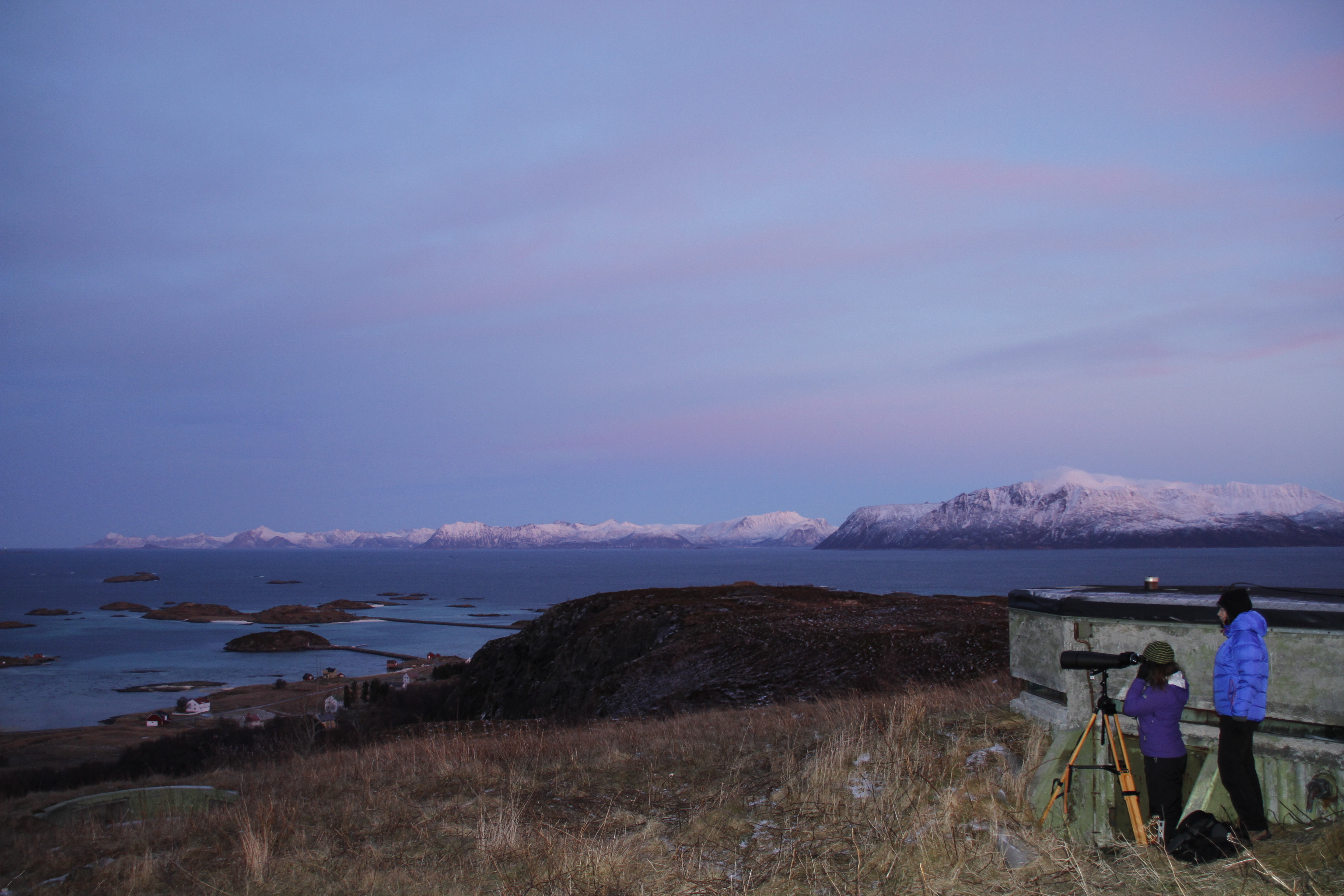
Walforscher bei der Arbeit – Krøttøy
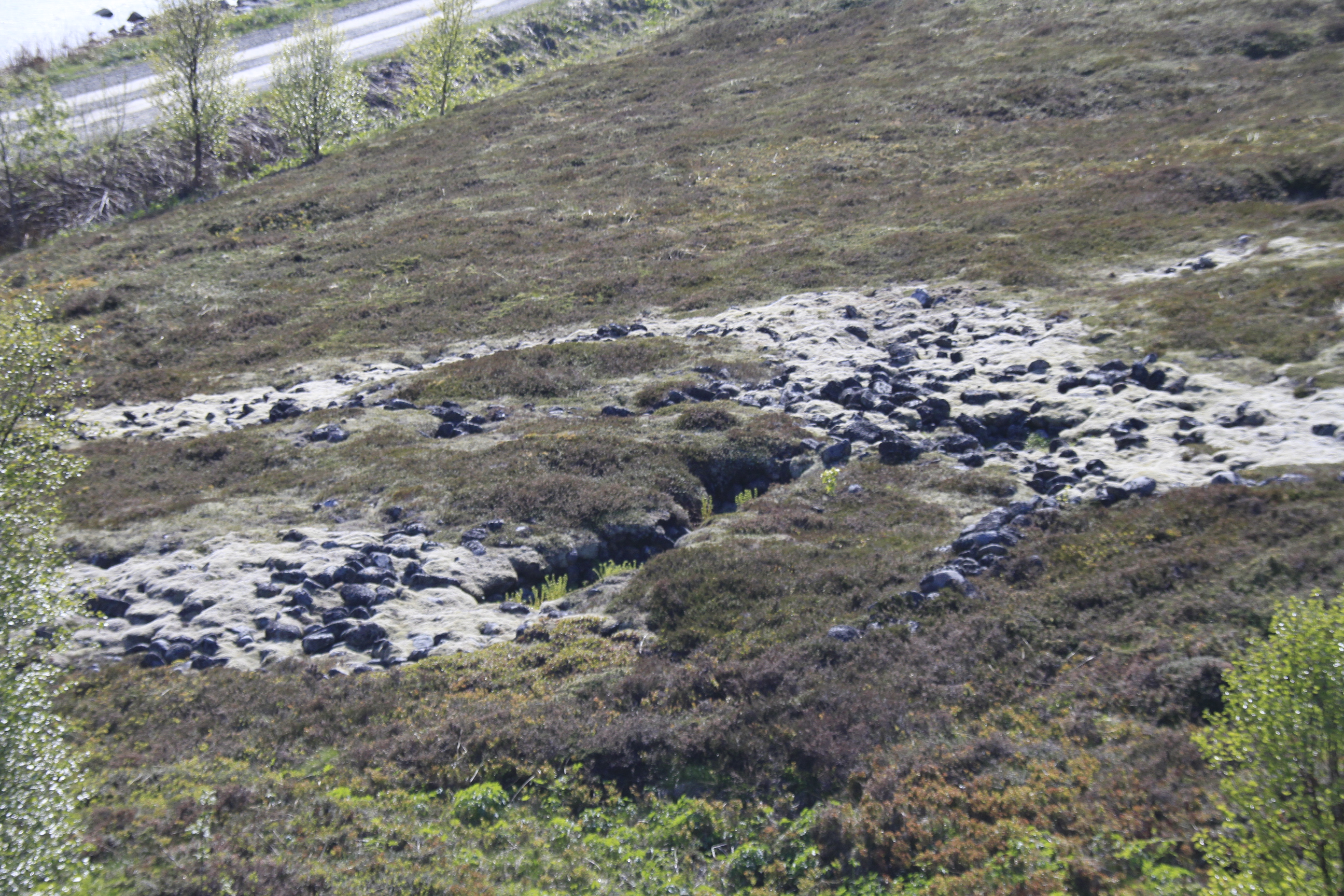
Ehemalige Wikingersiedlung – Krøttøya
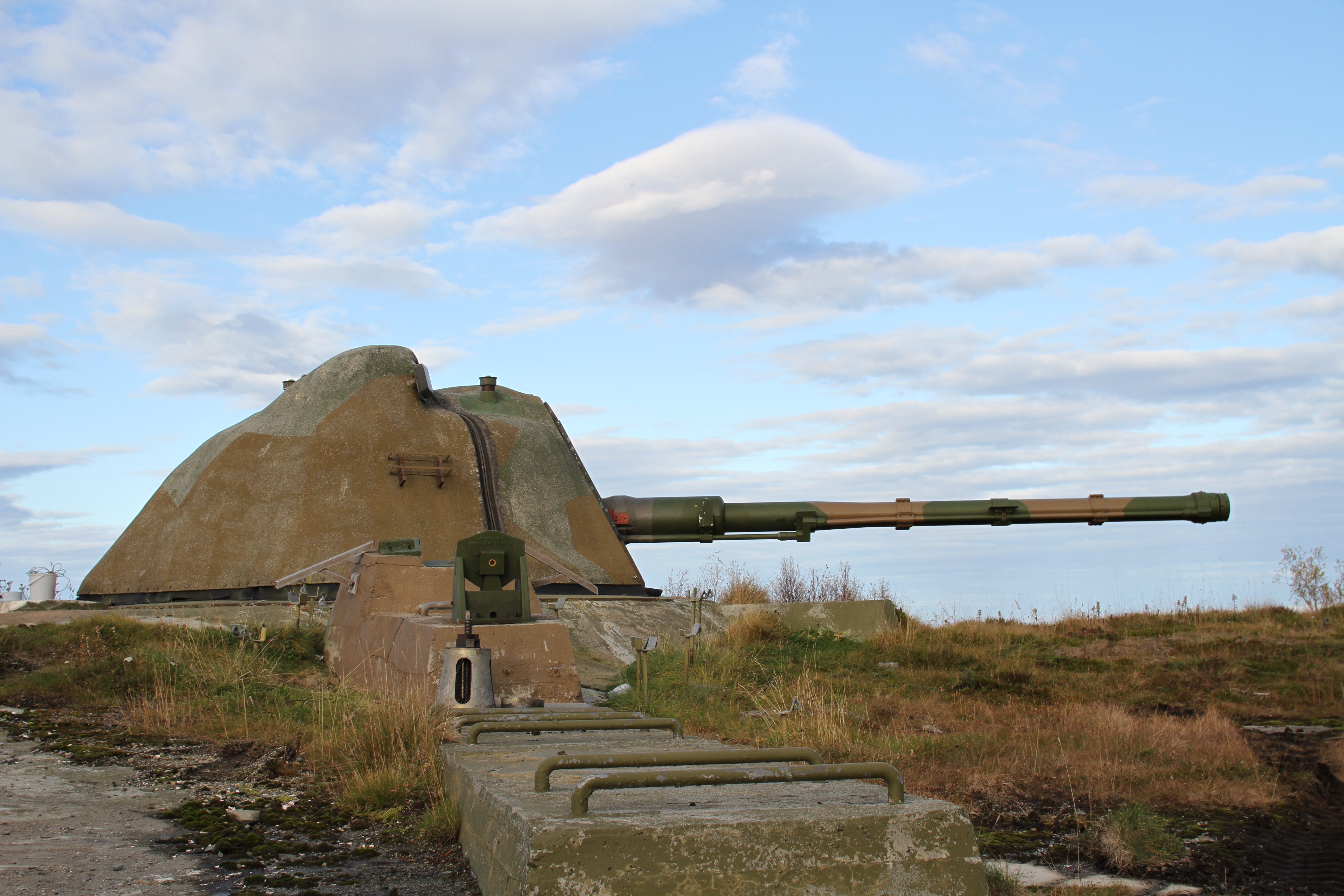
Geschütz B – Festung Meløyvær